# Rotspiegelamazone

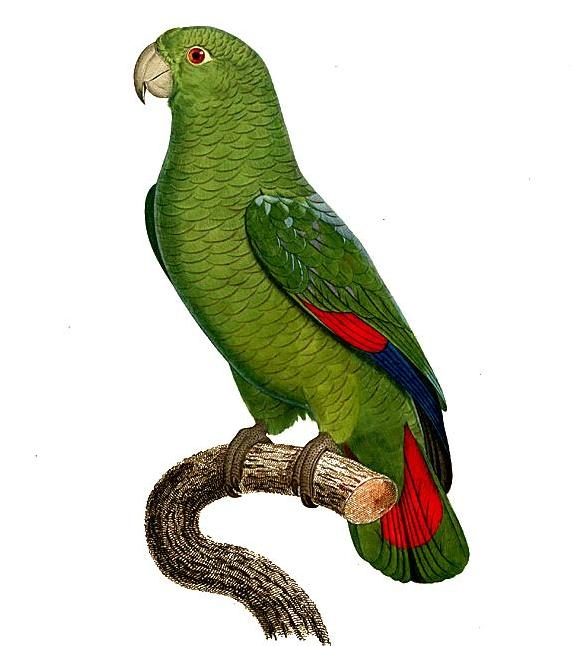
Rotspiegelamazone, Illustration

Verbreitungsgebiet der Rotspiegelamazone (grün)

Die Rotspiegelamazone (Amazona agilis) ist eine Papageienart aus der Unterfamilie der Neuweltpapageien. Die Grundfärbung des Gefieders dieser 25 Zentimeter groß werdenden Amazonenart ist grün. Diese Art weist eine meist nur auf wenige Federn begrenzte rote Stirnbefiederung auf. Die Handdecken sind rot, bei den Weibchen teilweise auch grün. Die Rotspiegelamazone gehört damit zu den wenigen Arten innerhalb der Gattung der Amazonenpapageien, die einen Geschlechtsdimorphismus aufweist. 
Die Rotspiegelamazone kommt ausschließlich in den feuchten Bergwäldern Jamaikas in Höhenlagen zwischen 500 und 800 Metern vor. Sie leben in kleinen Gruppen, die in der Regel mindestens fünf Individuen umfassen. Schwärme von dreißig Tieren sind jedoch keine Seltenheit. 
Die Brutzeit der Rotspiegelamazone beginnt ab Januar. Das Gelege umfasst zwei bis drei, in selteneren Fällen vier Eier. Die Eier werden etwa 26 Tage bebrütet. Die Jungvögel werden von beiden Elternvögeln gefüttert. Nach etwa acht Wochen sind die Jungvögel flügge und nach weiteren vier Wochen selbständig. 
Es ist nicht bekannt, wie viele Tiere dieser Art noch vorkommen. Es wird aber vermutet, dass der Bestand noch mehr als 10.000 Individuen umfasst und die Art daher als solches nicht bedroht ist.